# سیارک ۱۶۰۴۳
سیارک ۱۶۰۴۳ (به انگلیسی: 16043 Yichenzhang، نامگذاری:1999GP23) شانزده هزار و چهل و سومین سیارک کشف شده‌است که در ۶ آوریل ۱۹۹۹ کشف شد.
قدر مطلق سیارک برابر ۲۰.۴ است.